# Yuya Nakamura (fotbollsspelare född 1986)
Yuya Nakamura (中村 祐也 Nakamura Yuya?), född 14 april 1986 i Saitama prefektur, är en japansk fotbollsspelare.
Nakamura började sin karriär 2005 i Urawa Reds. 2008 flyttade han till Shonan Bellmare. Han spelade 102 ligamatcher för klubben. Efter Shonan Bellmare spelade han för FC Machida Zelvia.